# Трикси (жаргон)
Трикси (англ. Trixie) — обычно уничижительный сленговый термин, обозначающий молодую городскую белую женщину, обычно одинокую, от 20 до 30 лет. Термин возник в 1990-х годах в Чикаго, штат Иллинойс, на популярном сатирическом веб-сайте, посвященном Lincoln Park Trixie Society, вымышленному общественному клубу, расположенному в престижном районе Линкольн-парка в Чикаго.

## Концепция
Трикси описываются как «стремящиеся к социальному успеху, настроенные на брак, жаждущие денег молодые девушки, которые стекаются в быстро развивающийся район Линкольн-парка». Также встречаются такие описания как «женщины с сумочками Кейт Спейд, девушки ранее состоявшие в женских сообществах, имеющих страсть к стереотипному атлету (см. англ. Jock (stereotype)), женщины, которые идут в юридические школы, чтобы найти себе мужа.» Стереотипный мужской аналог Трикси, а также и мужчины, за которых они обычно выходят замуж, на сленге называются Чад.
Шейн ДюБоу из National Geographic, в статье о веб-сайте Lincoln Park Trixie Society, написал, что стереотип Трикси описывает «светловолосую женщину лет двадцати с хвостиком, которая работает в PR или маркетинге, водит черную Jetta, делает маникюр и пьёт обезжиренный латте без пены». Он также заметил, что сайт выглядел как дерзкая пародия.
Термин Трикси использовался некоторыми предприятиями Чикаго: салат, названный «Салат Трикси» в ресторане Чикаго, и парикмахерская, названная Trixie Girl Blow Dry Bar.